# Torrevelilla

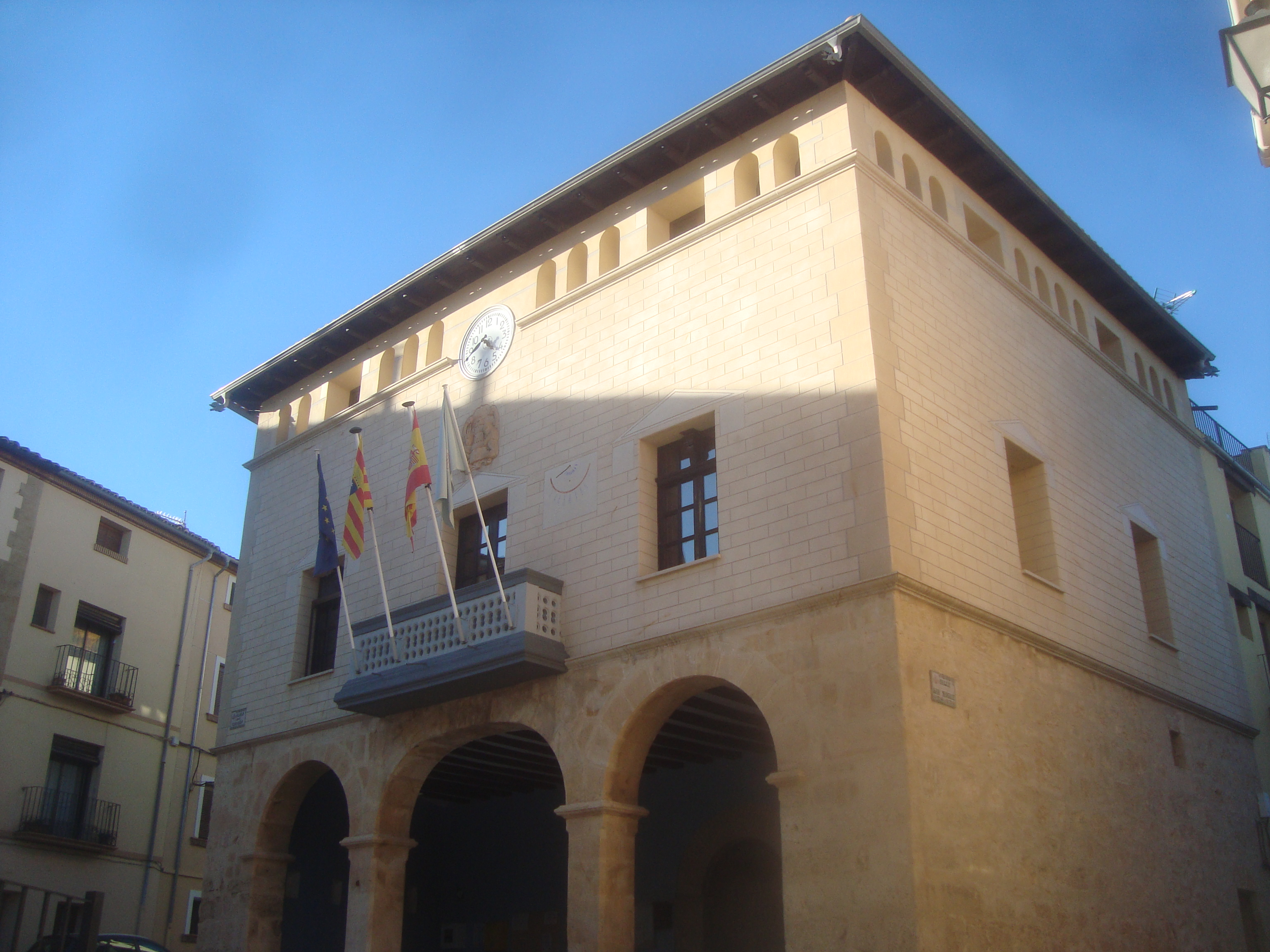
Torrevelilla (Bajo Aragón, Teruel).

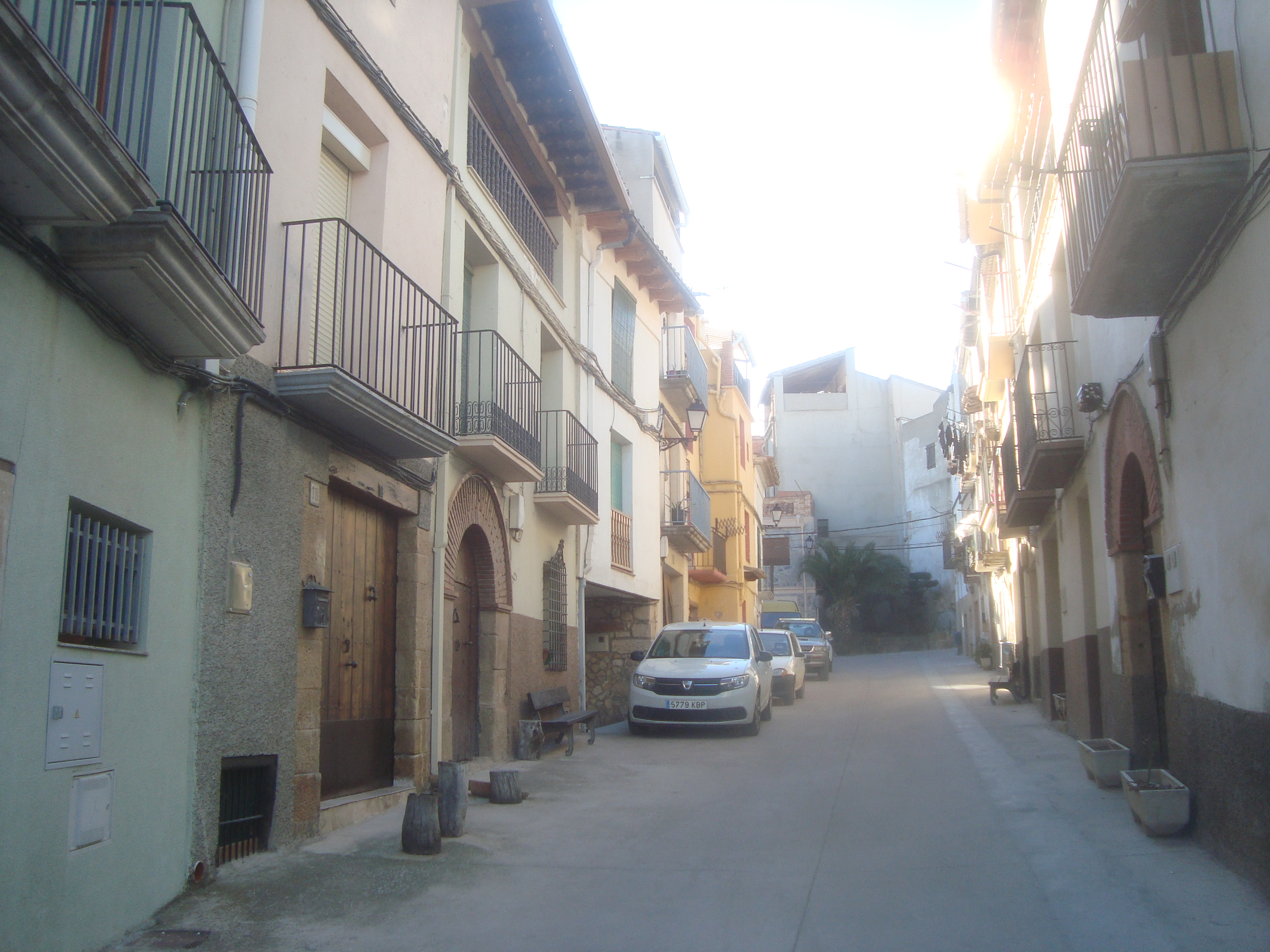
Torrevelilla, Bajo Aragón, Teruel, Espagne.

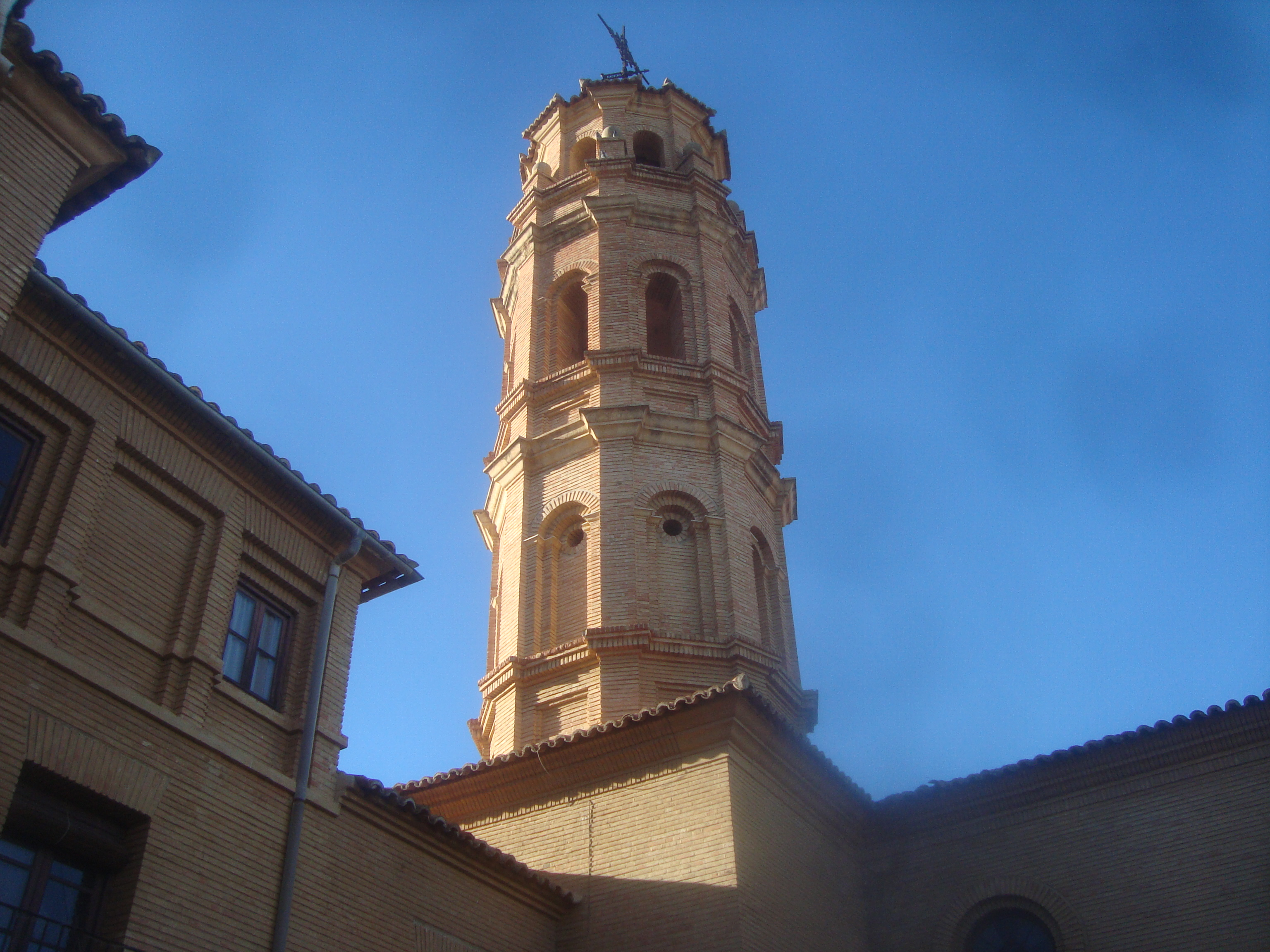
Campanario de Torrevelilla, Bajo Aragón, Teruel, Espagne.

Torrevelilla est une commune d’Espagne, dans la province de Teruel, communauté autonome d'Aragon comarque de Bajo Aragón.